# Ermessenda (prenom)
Ermessenda és un prenom femení català. Prové del prenom germànic Ermesindis,
provinent possiblement d'Irmin- (com a Ermanaric o Ermengol, amb el significat de "gran", "enorme") i bé -swint (fort) or -sind ("camí", "viatge", sovint "expedició militar"). Una possible traducció seria "camí gran", encara que a l'Edat Mitjana els noms germànic havien deixat de tenir significat propi pels seus portadors.
Aquest prenom fou força comú durant l'edat mitjana i hi hagué moltes reines que el portaren. Ermessenda, emperò, és una variant més moderna del prenom, fins al segle xv s'utilitzaren sobretot variants com ara Ermessèn o Armessèn.
Variants: Ermessèn, Armessèn, Ermessendis, Ermessenz, Ermessindis. A vegades apareix alguna h medieval al principi: Hermessenda.
Versions en altres idiomes:
- occità: Ermessenda, Ermessén
- francès: Ermesinde, Ermessende, Ermissende
- espanyol: Ermesinda, Ermesenda, (Hermesenda)
- anglès: Ermesinde
- italià: Ermesinda, Ermesenda, Ermisenda
- portuguès: Ermesinda, Ermesenda

## Biografies
- Ermessenda, esposa de Guillem II de Cervera.
- Ermessenda d'Astúries, infanta d'Astúries i reina consort d'Astúries
- Ermessenda de Carcassona, esposa de Ramon Borrell, comtessa consort de Barcelona, Girona i Osona
- Ermessenda de Cardona, filla del vescomte Ramon Folc I de Cardona.
- Ermessenda de Castellbó, vescomtessa de Castellbó i de Cerdanya, hereva d'Arnau I de Castellbó.
- Ermessenda de Cervera, en el 1186 donà el castell de Peralba al Monestir de Santa Maria de Meià.
- Ermessenda d'Empúries, filla d'en Ponç I d'Empúries.
- Ermessenda de Peratallada, segona esposa d'en Ponç III d'Empúries.